# Walking with Cavemen
Walking with Cavemen is een vierdelige televisie-documentaireserie over de evolutie van de mens, die honderd minuten duurt en geproduceerd is door de BBC in het Verenigd Koninkrijk. De serie werd uitgebracht in april 2003. Later werd de serie uitgebracht op dvd. In de Verenigde Staten is de documentaire meerdere malen uitgezonden in twee delen door Discovery Channel en aanverwante zenders.
De documentaire is geproduceerd door grotendeels dezelfde mensen die ook verantwoordelijk waren voor de series Walking with Dinosaurs en Walking with Beasts, alhoewel de regisseur van de andere twee series, Tim Haines, niet betrokken was bij de serie. In de voorgaande documentaires werden de figuren grotendeels geanimeerd met de computer. Voor Walking with Cavemen gebruikte men een andere benadering. De dieren zijn nog steeds grotendeels computergegenereerd, maar de mensen worden neergezet door acteurs die make-up en protheses ophebben om ze er realistischer uit te laten zien,
Het commentaar wordt in de hele serie verzorgd door Robert Winston. Hij presenteert de documentaire tevens, en stapt regelmatig in beeld om meer uitleg te geven over het leven van de mens in vroegere tijden. Alhoewel er voor de serie veel onderzoek is gedaan, staan veel conclusies die in de serie worden getrokken nog onder discussie.

## Afleveringen

### First Ancestors
De eerste aflevering speelt zich 3,2 miljoen jaar geleden af in Oost-Afrika. De serie volgt een groep van de mensachtige Australopithecus afarensis, die met elkaar in conflict zijn nadat een van de mannen is overleden.

### Blood Brothers
De tweede aflevering spoelt vooruit naar twee miljoen jaar geleden, wanneer Paranthropus boisei, Homo habilis en Homo rudolfensis ieder apart bestaan.

### Savage Family
Deze aflevering speelt zich af 1,5 miljoen jaar geleden, wanneer Homo erectus zich verder naar Azië verspreidt.

### The Survivors
Deze laatste aflevering speelt zich af tussen 500.000 en 30.000 jaar geleden. Ze begint in Europa, waar ze eerst Homo heidelbergensis toont en vervolgens Homo neanderthalensis, voorgesteld als een afstammeling van Homo heidelbergensis, aangepast aan een hard leven in een koud klimaat. De aflevering eindigt met de komst vanuit Afrika naar Europa van een andere afstammeling van Homo heidelbergensis, de moderne mens Homo sapiens, die de neanderthaler uiteindelijk vervangt.
Bepaalde beweringen uit de aflevering, bijvoorbeeld dat Homo neanderthalensis niet de geestelijke vermogens had om zich iets in te beelden, of vooruit te plannen, zijn betwistbaar en wetenschappelijk niet onderbouwd.